# Callionymus keeleyi
Callionymus keeleyi es una especie de peces de la familia Callionymidae en el orden de los Perciformes.

## Distribución geográfica
Se encuentra en Filipinas y en Papúa Nueva Guinea.